# Электросила (станция метро)
«Электроси́ла» — станция Петербургского метрополитена. Расположена на Московско-Петроградской линии, между станциями «Парк Победы» и «Московские ворота».
Станция открыта 29 апреля 1961 года в составе участка «Парк Победы» — «Технологический институт». Наименование получила из-за близости к главному корпусу крупнейшего предприятия советского электромашиностроения — «Электросила».

## Наземные сооружения
Павильон станции выполнен по проекту архитекторов А. С. Гецкина, В. П. Шуваловой и располагается на Московском проспекте, у начала улицы Решетникова.
Павильон сооружён по типовому проекту (аналогичен павильонам станций «Парк Победы», «Фрунзенская», «Горьковская») и представляет собой здание круглой формы в плане, с куполом и застеклёнными входами, напоминающее киоск.

## Подземные сооружения
«Электросила» — станция глубокого заложения пилонного типа с укороченным центральным нефом (залом) (глубина ≈ 35 м). Станция завершает серию из семи пилонных станций на второй линии, идущих подряд. Подземный зал сооружён по проекту архитекторов Г. М. Вланина, С. И. Евдокимова и Н. В. Устинович.

Тематика художественного оформления станции посвящена развитию энергетики в Советском Союзе (план Государственной электрификации России — ГОЭЛРО). До размещения служебного помещения торцевую часть центрального зала украшало керамическое панно «Электрификация СССР» (художник Г. А. Шилло). На юго-западе схематического мозаичного изображения СССР набраны слова, принадлежащие В. И. Ленину: 
Коммунизм — это есть советская власть плюс электрификация всей страны
«Ленин»
Панно станции было закрыто с 2017 по 2020 год.
В проёмах помещены светильники в виде компактных, геометризированных по форме блоков.
Наклонный ход (выход со станции), содержащий три эскалатора, расположен в южном торце центрального нефа (зала).
В 2009—2011 годах на станции производился капитальный ремонт облицовки путевых стен и стен перронных залов, покрытия платформ.

## Галерея

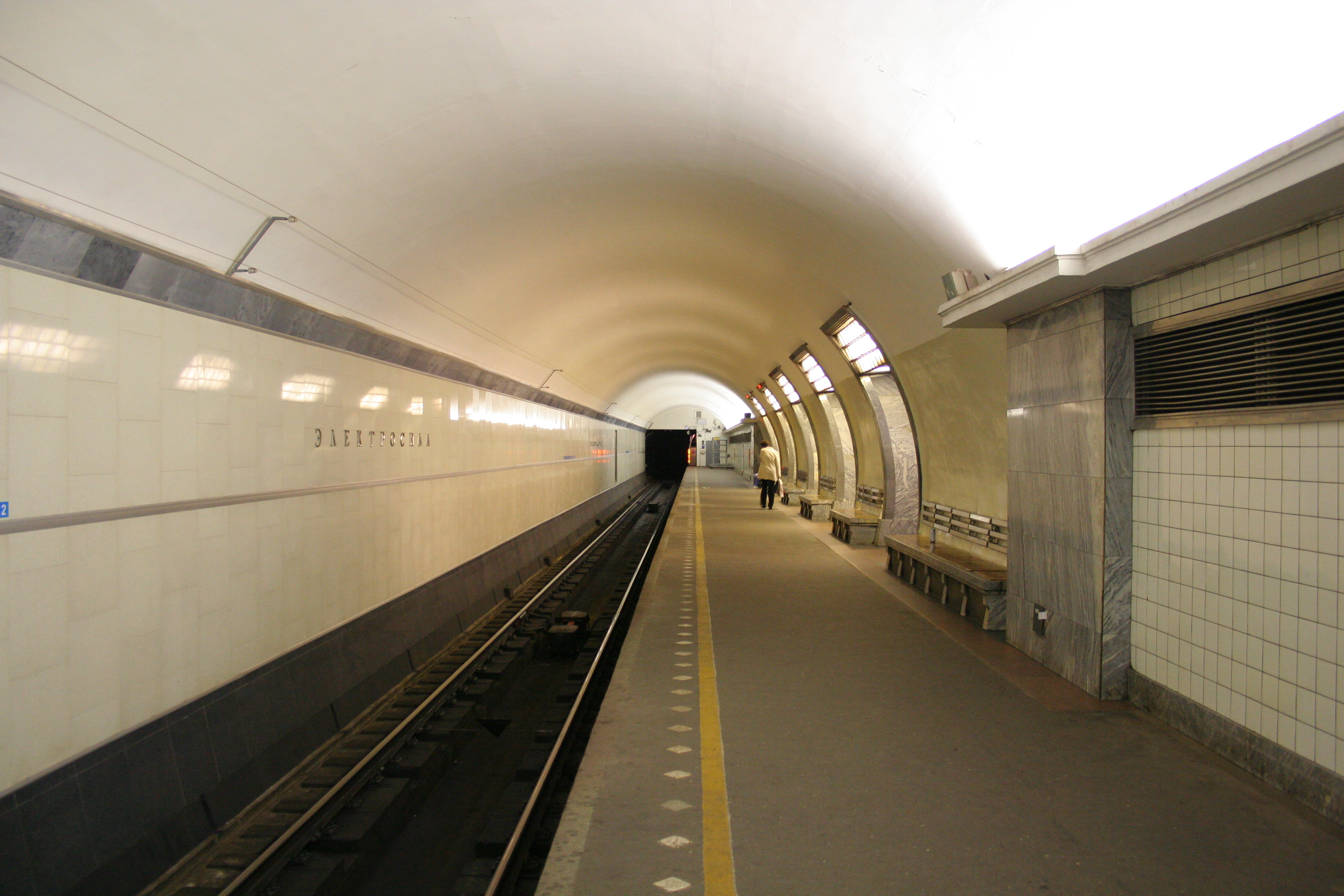
Перронный зал
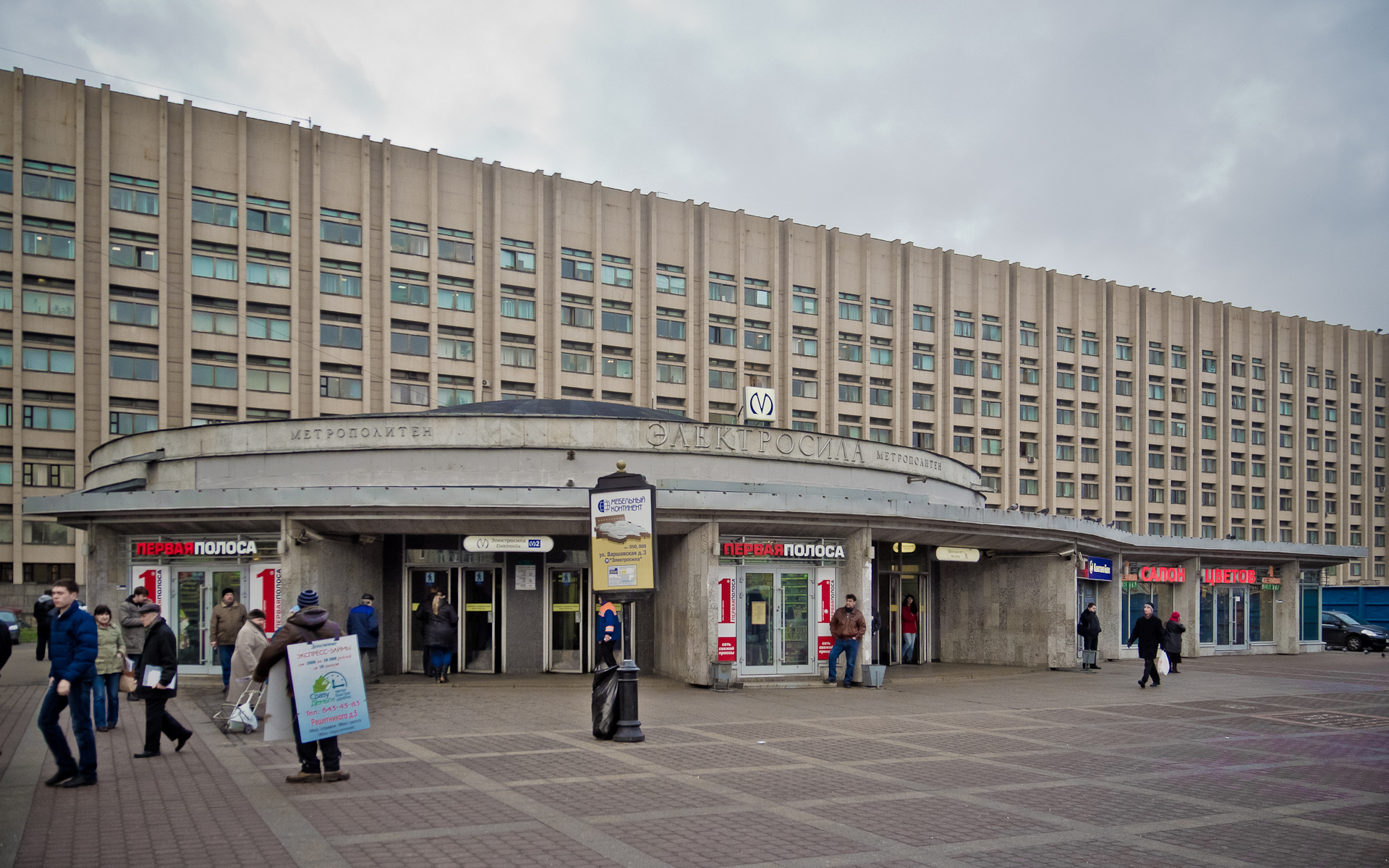
Вестибюль станции

## Наземный транспорт

### Автобусные маршруты
| №   | Пересадки | Конечный пункт 1              | Конечный пункт 2                               |
| --- | --- | ----------------------------- | ---------------------------------------------- |
| 3   | Предпортовая Московская Парк Победы Московские Ворота Обводный канал Лиговский проспект Площадь Восстания Маяковская Московский вокзал Невский проспект Гостиный двор Адмиралтейская | улица Костюшко                | Театральная площадь                            |
| 12  | Международная Ломоносовская Проспект Большевиков | Рощинская улица               | улица Подвойского                              |
| 26  | Автово Ленинский проспект Московская Парк Победы Московские ворота Обводный канал Лиговский проспект                                                                                 | Кировский завод               | Площадь Восстания Маяковская Московский вокзал |
| 50  | Купчино Звёздная Московская Парк Победы Московские ворота Фрунзенская Технологический институт Сенная площадь Спасская Садовая                                                       | Малая Балканская улица        | Театральная площадь                            |
| 62  | Московская Предпортовая | улица Костюшко                | Московские ворота                              |
| 64  | Звёздная Московские ворота | Звёздная улица                | Воздухоплавательный парк                       |
| 95  | Международная Елизаровская Ломоносовская | Рощинская улица               | проспект Александровской фермы                 |
| 159 | Купчино | Малая Балканская улица        | Рощинская улица                                |
| 225 | Проспект Славы Московские Ворота Фрунзенская Технологический институт Пушкинская Витебский вокзал Звенигородская                                                                     | Купчино                       | Владимирская Достоевская                       |
| 226 | Ленинский проспект Московская Парк Победы Московские Ворота | Проспект Героев               | Московские ворота                              |
| 281 | Шушары Звёздная Московская Парк Победы Московские Ворота | Шушары, Старорусский проспект | Московские ворота                              |

### Трамвайные маршруты
| №   | Пересадки                                         | Конечный пункт 1    | Конечный пункт 2       |
| --- | ------------------------------------------------- | ------------------- | ---------------------- |
| 29  | Московские Ворота Парк Победы Московская Звёздная | Трамвайный парк № 1 | Мясокомбинат           |
| 29В | Московские Ворота Парк Победы Московская          | Трамвайный парк № 1 | Проспект Юрия Гагарина |
| 43  | Проспект Славы Международная Бухарестская         | Купчино             | Московские ворота      |

### Троллейбусные маршруты
| №  | Пересадки | Конечный пункт 1  | Конечный пункт 2  |
| -- | --- | ----------------- | ----------------- |
| 15 | Чернышевская Владимирская Достоевская Пушкинская Звенигородская Витебский вокзал Технологический институт Фрунзенская Московские ворота                                         | Тульская улица    | Сызранская улица  |
| 17 | Невский проспект Гостиный двор Адмиралтейская Сенная площадь Спасская Садовая Пушкинская Звенигородская Витебский вокзал Технологический институт Фрунзенская Московские ворота | Казанский собор   | улица Костюшко    |
| 24 | — | Звёздная улица    | Московские ворота |
| 26 | Проспект Славы | Сортировочная     | Московские ворота |
| 36 | Международная | Сортировочная     | Электросила       |
| 39 | — | Купчино           | Электросила       |
| 44 | Проспект Ветеранов Ленинский проспект | Авангардная улица | Московские ворота |

## Особенности проекта и станции
- Центральный зал станции является одним из самых коротких в Петербургском метрополитене.

## В культуре
Станция воссоздана на карте gm_metrostroi_b50 модификации Metrostroi для игры Garry's Mod.